# Belphegor: Fantom Louvru
Belphegor: Fantom Louvru (v originále Belphégor, le fantôme du Louvre) je francouzský hraný film z roku 2001, který natočil režisér Jean-Paul Salomé. Děj se odehrává v pařížském Louvru. Námět je založen na románu Arthura Bernèda z roku 1927 a byl již v roce 1965 zpracován jako francouzský televizní seriál.

## Děj
V roce 1935 je nalezena staroegyptská mumie a převezena do Louvru. Vědkyně Glenda Spenderová ji o 70 let později zkoumá a zjistí, že nikde na sarkofágu není uvedeno jméno mrtvého, takže jeho duch nemůže nalézt klidu. Naproti Louvru bydlí Lisa, která při stavebních pracích objeví ve sklepě otvor, kterým se jí podaří proniknout v noci do muzea. Spolu s ní se vydá i mladý elektrikář Martin, kterého poznala krátce předtím kvůli výpadkům proudu při stavebních pracích v Louvru. Když se společně procházejí Louvrem, spustí alarm, takže se snaží utéct zpět z muzea. Přitom je ale Lisa napadena duchem mumie. Od té chvíle Lisa jako Belfegor v noci straší v muzeu a hledá zde artefakty mrtvých. Po několika úmrtích je vyšetřováním pověřen vysloužilý policista Verlac. Ten měl s Belphegorem co do činění již dříve, ale tehdy se mu nepodařilo případ objasnit. Jednou v noci je Belphegor chycen. Lisa se tak ocitne ve vojenské nemocnici. Díky objevům Martina, Verlaca a egyptoložky Glendy zjistí v Louvru stopy vedoucí k identitě Belphegora. Musí provést staroegyptský pohřební rituál, aby ducha mumie poslali do záhrobí. Poté, co tento rituál v Louvru vykonají, duch uniká z těla Lisy. Otevřenou branou do záhrobí odletí také další duchové z mumií uložených v Louvru, které proletí kolem obelisku na náměstí Svornosti.

## Obsazení
| Sophie Marceau       | Lisa / Belphégor    |
| Michel Serrault      | policista Verlac    |
| Frédéric Diefenthal  | Martin              |
| Julie Christie       | Glenda Spenderová   |
| Jean-François Balmer | Bertrand Faussier   |
| Patachou             | Geneviève           |
| Lionel Abelanski     | Simonnet            |
| Françoise Lépine     | Suzanne Dupré       |
| François Levantal    | Mangin              |
| Jacques Martial      | Félix               |
| Philippe Maymat      | Bob                 |
| Pierre Aussedat      | Pierre Desfontaines |

## Zajímavosti
Film byl prvním celovečerním filmem, který získal povolení natáčet přímo v prostorách muzea Louvre. V epizodní roli ženy na hřbitově se objevila Juliette Gréco, která hrála i v televizním seriálu z roku 1965.